# Palazzo Martelli
Le Palazzo ou Casa Martelli était un palais résidentiel et, depuis 2009, un musée civique exposant in situ les vestiges de la collection d'art de la famille d'origine, ainsi que ses salles ornées de fresques. Le palais est situé au no 8 de la Via Ferdinando Zannetti près de l'intersection avec la Via Cerretani, dans le centre historique de Florence.

## Histoire
Depuis les années 1520, à cet endroit se trouvaient les vieilles maisons de la famille Martelli. En 1627, après le mariage du sénateur Marco Martelli et de son cousin la surface du palais est étendue. Marco achète d'autres bâtiments environnants. Certaines fresques du rez-de-chaussée datent de cette époque. Le cardinal Francesco Martelli (1633-1717) fait partie de cette famille.
En 1738, Giuseppe Martelli Maria, archevêque de Florence, et Niccolo Martelli, huissier de justice de Florence, unissent les palais d'après les plans de l'architecte Bernardino Ciurini. Le piano nobile du palais est décoré de fresques par Vincenzo Meucci, Ferdinando Melani, Niccolò Connestabile et Bernardo Minozzi, ainsi que de stucs de Giovanni Martino Portogalli .
À la fin du XVIIIe siècle, Marco, fils de Nicolo, commande de nouvelles fresques représentant des épisodes mythologiques et historiques à Tommaso Gherardini, tandis que Luigi Sabatelli décore la voûte de l'escalier, où se situaient deux œuvres attribuées à Donatello, une statue de David et les armoiries de la famille. La statue en marbre de David est désormais exposée à la National Gallery of Art de Washington et semble être une copie du marbre David de Donatello du Bargello de Florence.
Une grande partie des œuvres de la maison a été vendue au cours des deux derniers siècles. En 1986, Francesca Martelli, la dernière de la lignée, cède la maison à la curie de Florence qui à son tour en 1998 cède l'ensemble à l'État italien qui à partir de 2006 le transforme en musée.
Malgré les pertes et la dispersion, la collection reste importante avec des œuvres de Piero di Cosimo, Francesco Francia, Francesco Morandini, Salvator Rosa, Giordano, Beccafumi, Sustermans, Michael Sweerts, Pieter Bruegel le Jeune, Orazio Borgianni, Francesco Curradi ainsi que des collections de petits bronzes, dont certains de Massimiliano Soldani Benzi. Les œuvres sont présentées dans leur disposition originale. Au rez-de-chaussée se trouve une salle décorée de fresques avec une pergola en trompe œil de Connestabile.

## Salles de la galerie

### Première salle de galerie
- Fresque de plafond (1822) : Domenico Martelli (1414-1476), Gonfaloniere de Justice et diplomate, en 1454 le duc de Calabre (de la famille Anjou), accorde le privilège d'inclure les fleurs de lis de France dans les armoiries familiales, peintes par Antonio Marini.
- Portrait de la famille de Niccolò Martelli au salon (1777) de Giovanni Battista Benigni.
- Buste en terre cuite d'Ugolino di Luigi Martelli, évêque de Narni (vers 1518) attribué au sculpteur Ghoro.
- Portrait d'Antonio de'Ricci par Francesco Morandini
- Conspiration de Catilina avec des libations de vin et de sang (1662) de Salvator Rosa[4].

### Deuxième salle de galerie
- Festival des lupercales et du culte de Vesta (ou Cerealia) (vers 1512) de Domenico Beccafumi.
- Serment de Brutus contre les Tarquins après la mort de Lucretia (vers 1685) de Luca Giordano.
- Portrait de Vittoria delle Rovere en tant que Sainte Marguerite d'Antioche (avant 1634) par Giusto Sustermans[4].

### Troisième salle de galerie
- Fresque du plafond (1822): Roberto Martelli (1408-1464), mécène de Donatello, visite l’atelier du sculpteur peint par Antonio Marini[5].
- Soirée dansante dans une taverne et Kermesse de St George par Pieter Brueghel le Jeune.
- Veduta de Venise de Hendrik Frans van Lint.
- Autoportrait de Luigi Sabatelli (1802).
- Autoportrait de Pietro Benvenuti (1802).
- Statuettes en bronze de Massimiliano Soldani Benzi, collectionnées par l'abbé Domenico Martelli (1672-1753), représentant des copies de statues classiques : 
  - Apollon jouant de la lyre.
  - Bacchus de Sansovino (sans le satyre à la base).
  - Faune dansant avec des cymbales.
  - Meleager offrant des sacrifices à Diane.
  - Laocoön et ses fils.
- Sept petites sculptures de buis (1743 -1751) de Johannes Sporer, également rassemblées pour Domenico Martelli, représentant des sculptures anciennes.
  - Hercules Farnèse du Musée Archéologique National de Naples.
  - Faune rouge du musée du Capitole.
  - Faune ou Bacchus.
  - Laocoön et ses fils.
  - Antinoüs du Belvédère du musée Pio-Clementino, Rome.
  - Galate mourant ou Galate et guerrier mourant, tous deux du musée du Capitole à Rome[4].

### Chambre des Poètes ou du Parnasse
- Plafond peint (1758) par Tommaso Gherardini.
- Portraits à demi-buste des philosophes Démocrite et Héraclite (1612-1613) de Orazio Borgianni.
- Vase cratère représentant les villas Martelli de Soffiano et Gricigliano (début du XIXe siècle), de la fabrique Ginori, en forme de vase Médicis[4].

### Chambre d'Amour gouvernant le monde
- Fresque de plafond (1847) : allégorie nuptiale, Amour au pouvoir avec Tempérance (bride) et Union (bundle) de Nicola Cianfanelli peintes pour le mariage d'Alessandro Martelli (1812-1904) avec Marianna Velluti Zati des ducs de San Clemente.
- Décoration en clair-obscur d'Antonio Brunetti et Leopoldo Balestieri[4].

### Antichambre
- Buste de cire - Portrait de l'évêque de Pistoia, Scipione de 'Ricci de Clemente Susini.
- Adoration de Jésus Enfant attribuée à Piero di Cosimo.
- Portrait de Baccio Martelli (1511-1564) attribué à Santi di Tito[4].

### Salle de bal (- 1800)
- Vedute avec les armes de Martelli-Pucci et Martelli-Ricci dans une salle conçue par l'architecte Luca Ristorini et peinte par Piero et Antonio Miseri[4].

## Galerie

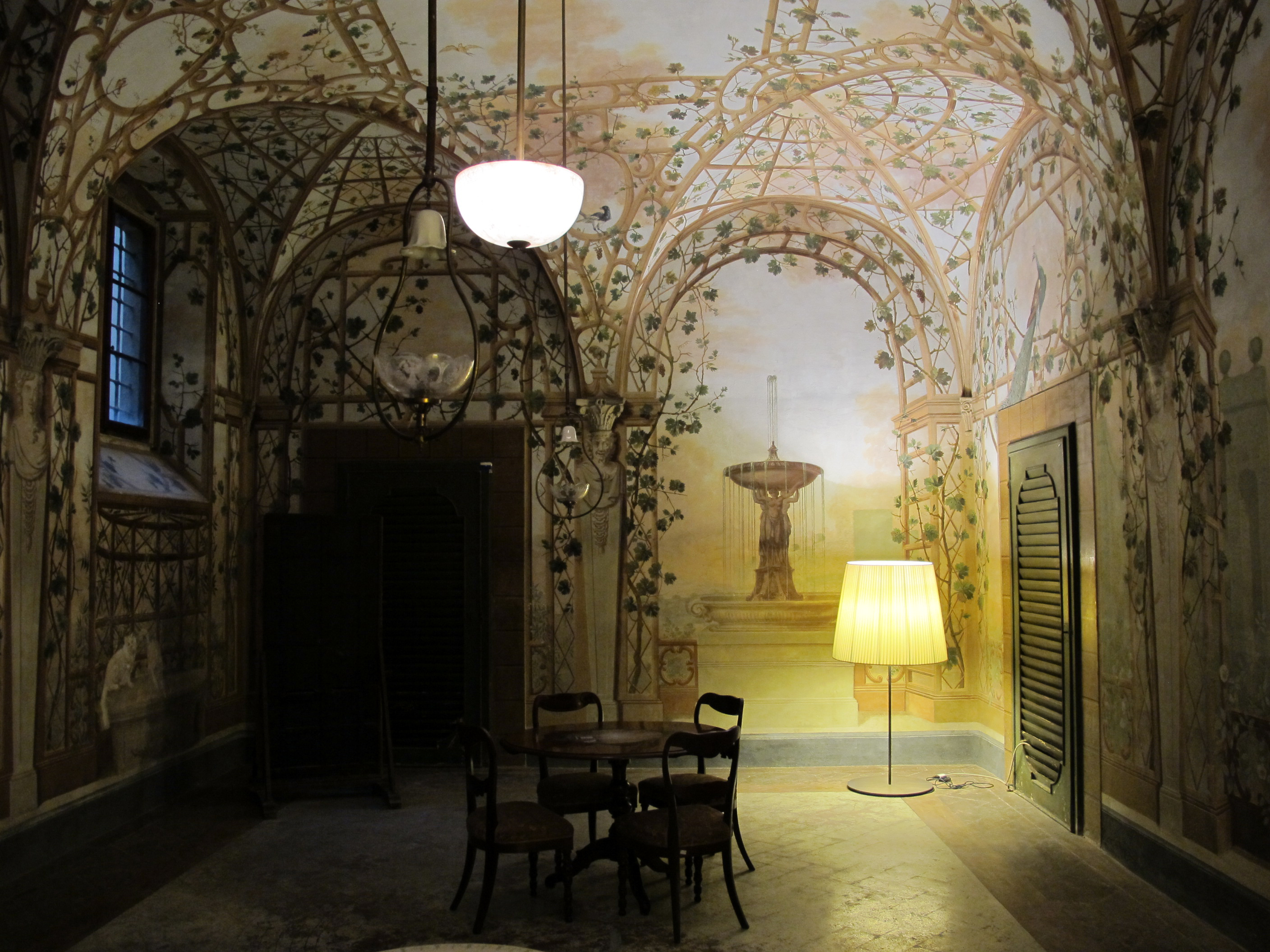
Salle en trompe-œil Giardino d'inverno.
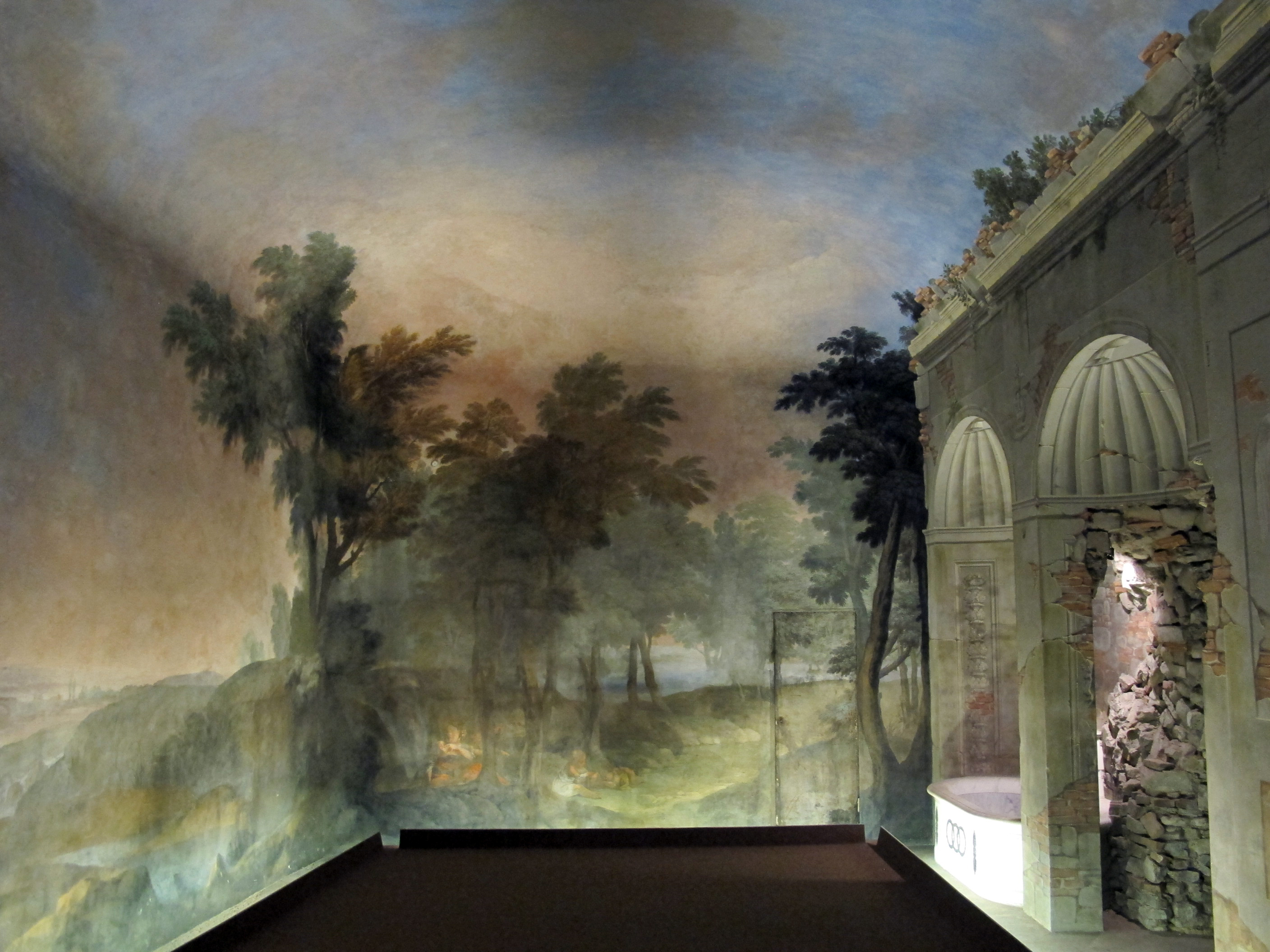
La Sala da Bagno, fresques de Niccolò Contestabile.
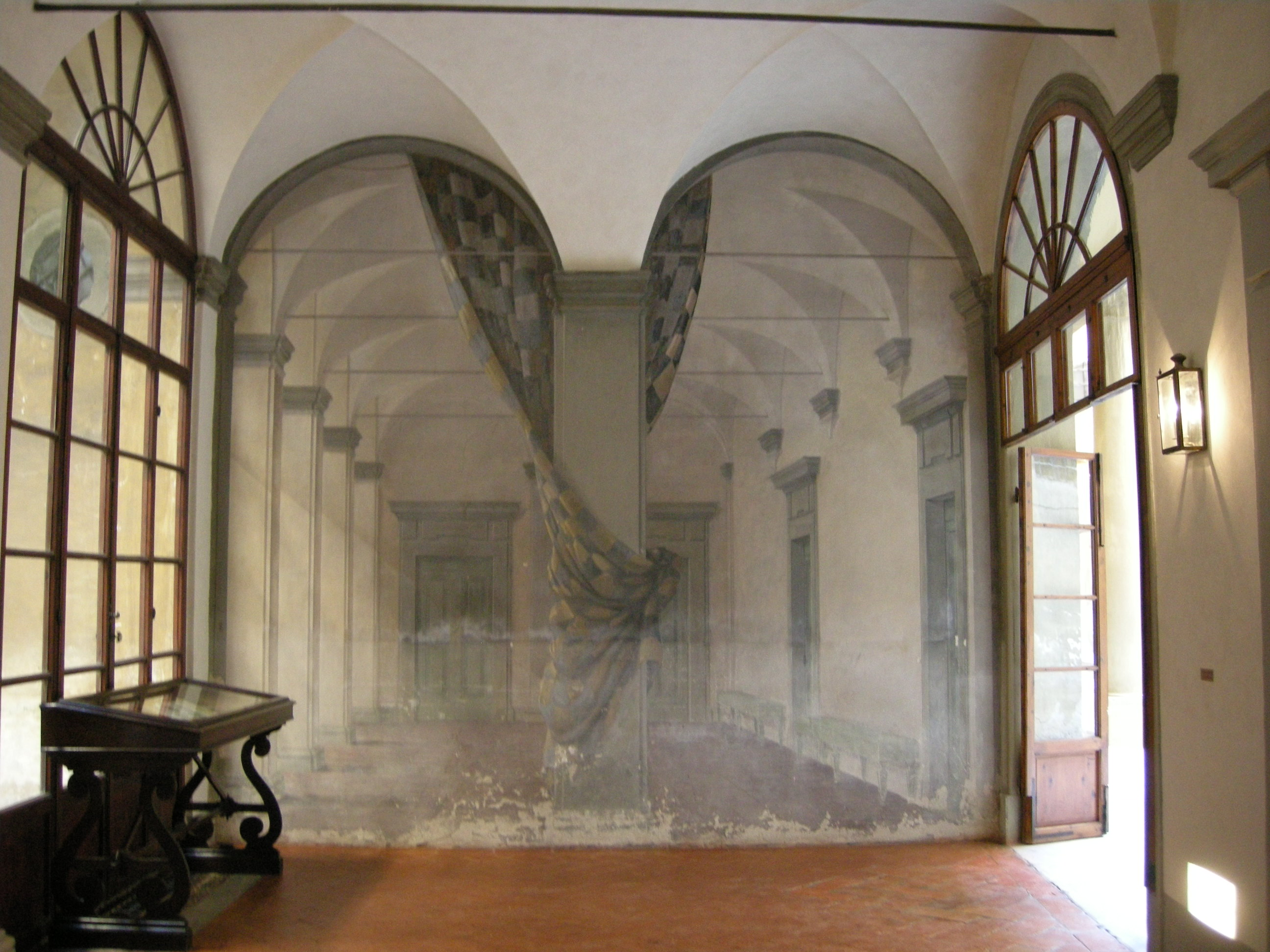
La cour en trompe-œil.
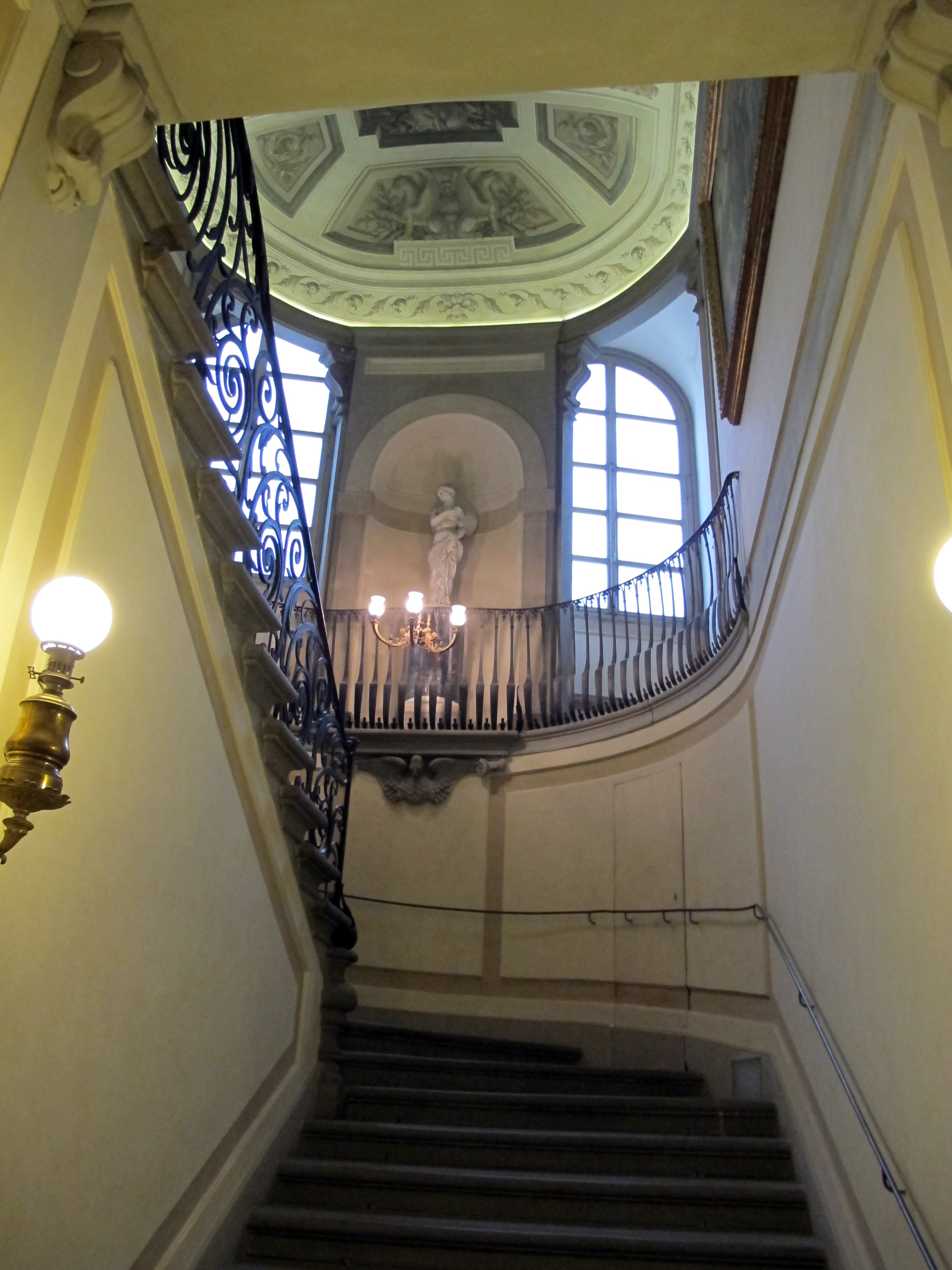
Grand escalier.
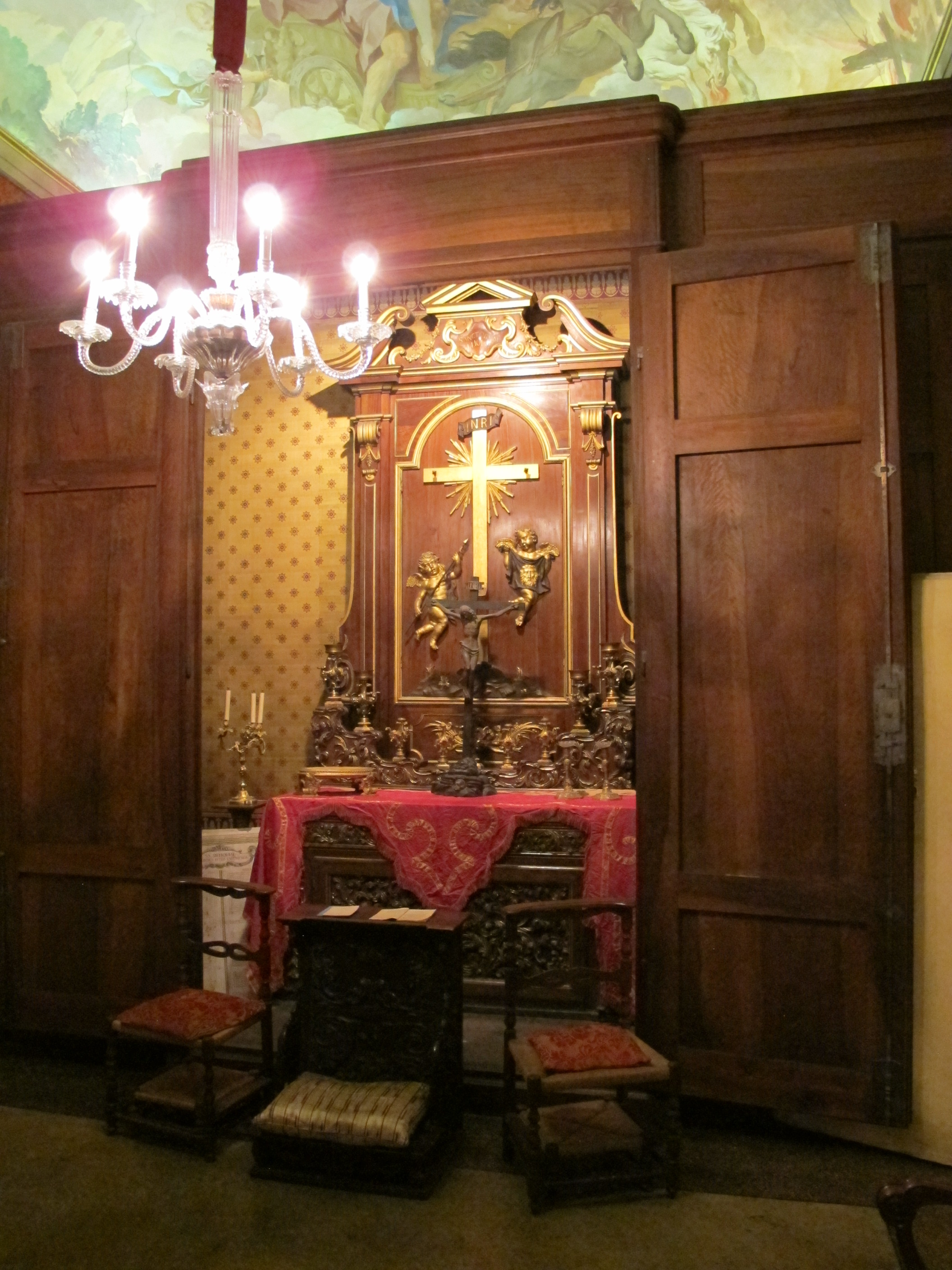
Chapelle.
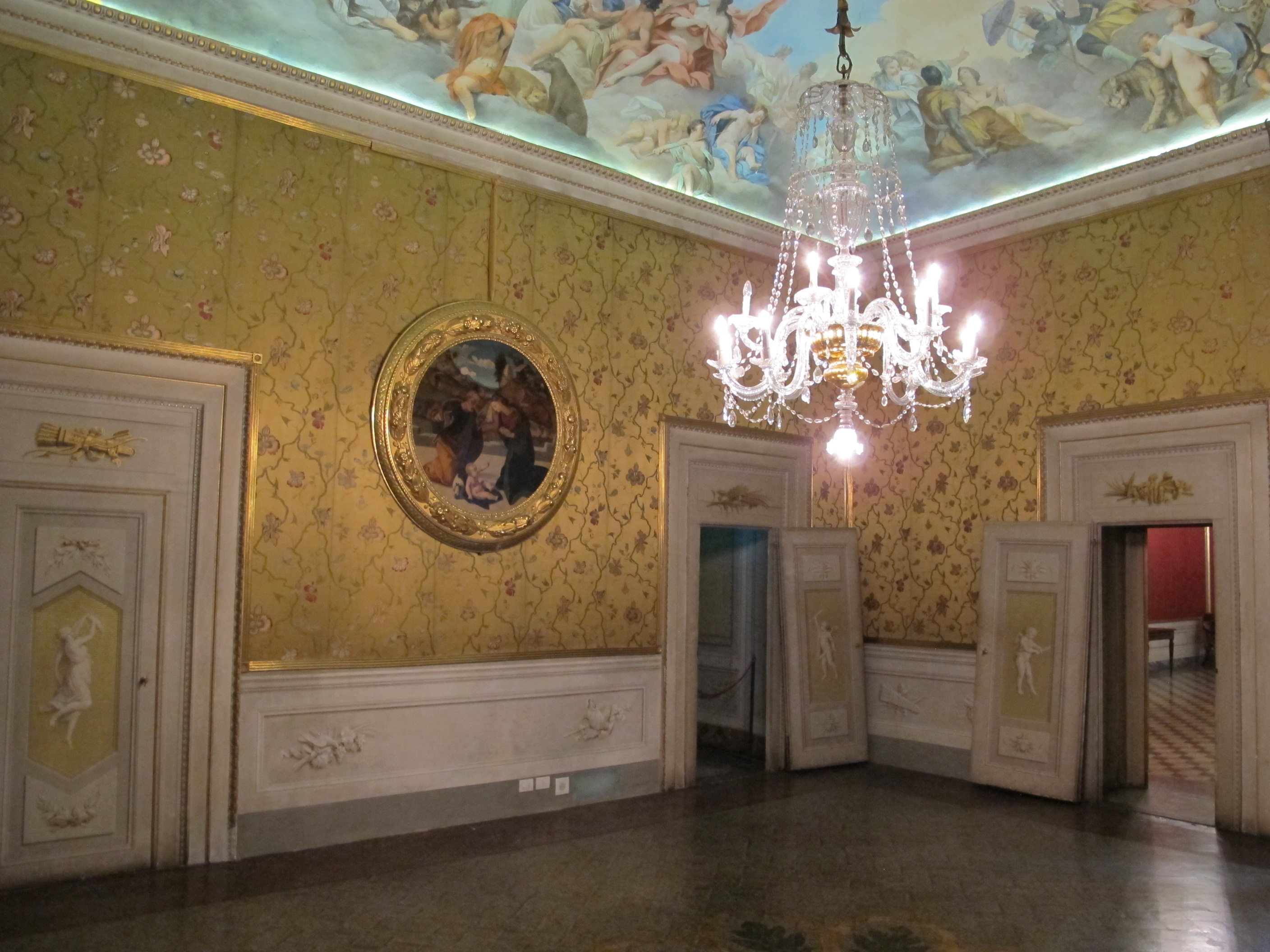
Salon jaune.
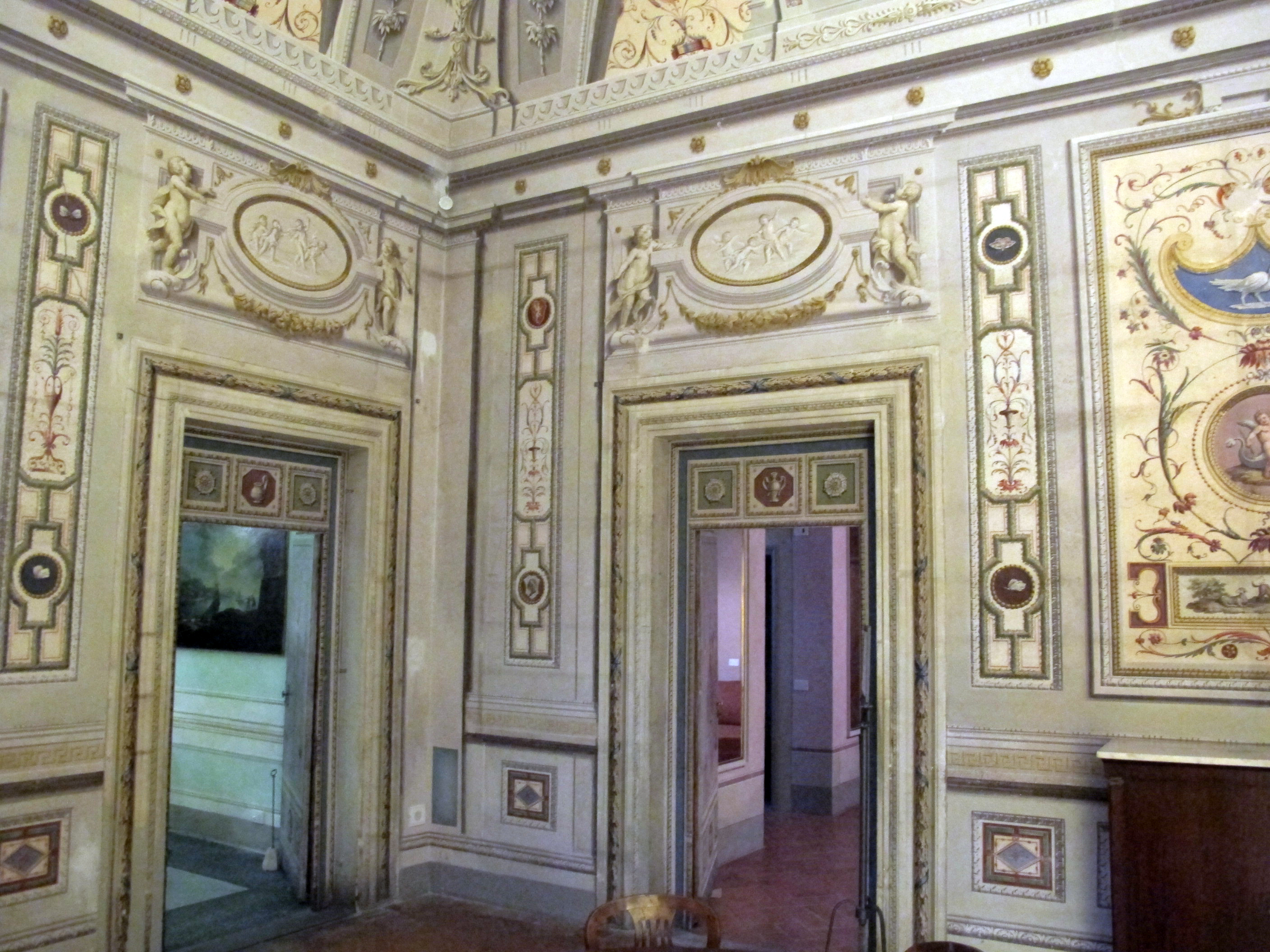
Salle des grottesche.